# Birgitta Svendén

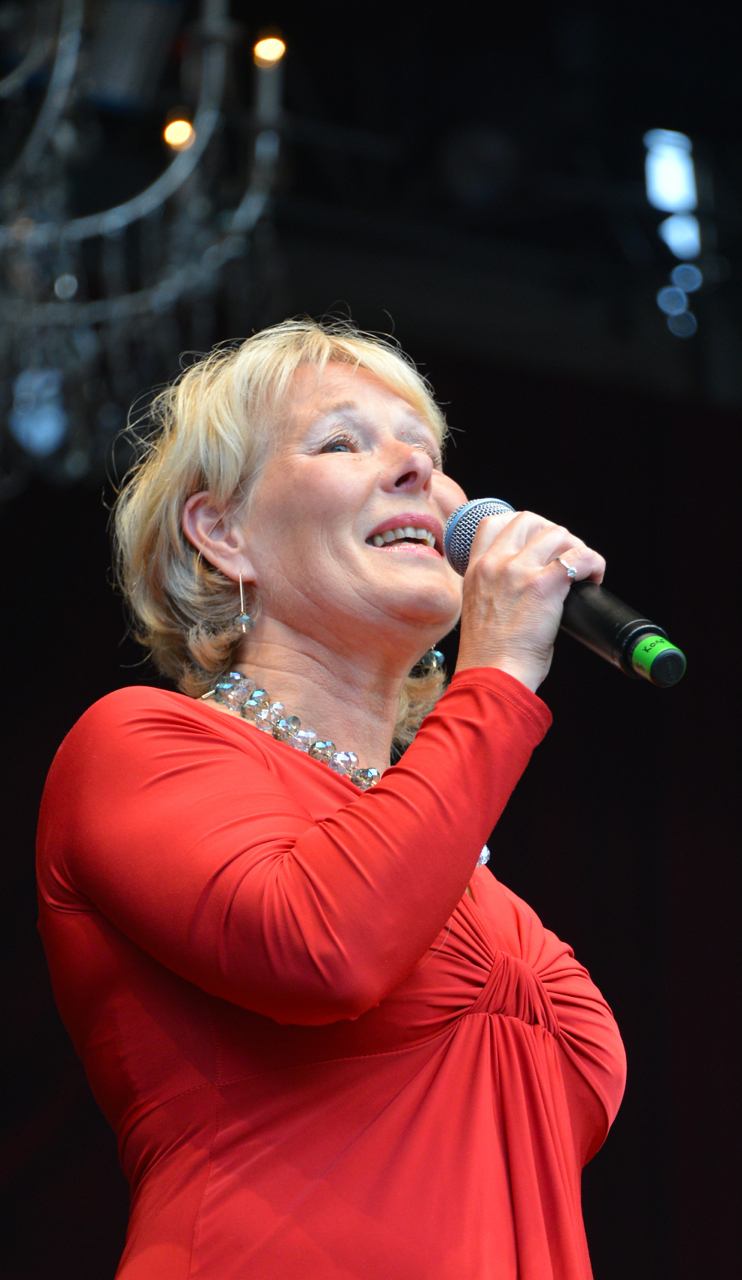
Birgitta Svendén, Stockholm 2013

Birgitta Svendén geb. Lundberg (geboren am 20. März 1952 in Porjus im Lappland) ist eine schwedische Opernsängerin der Stimmlagen Mezzosopran und Alt. Seit 2010 ist sie Generalintendantin der Königlichen Oper von Stockholm.

## Leben und Werk
Birgitta Svendén wuchs in Vuollerim auf, studierte an der Operahögskolan in Stockholm und absolvierte danach eine internationale Karriere. Von 1981 bis 2004 stand sie unter Vertrag in der Königlichen Oper Stockholms. Sie sang dort ein breites Repertoire, welches von der Sorceress in Purcells Dido and Aeneas bis in die Gegenwart reichte. Sie sang Richard Strauss (Clairon, Gaea), Tchaikovsky (Olga, Polina, Filipjewna) und Verdi (Amneris, Mrs. Quickly), profilierte sich aber vor allem als Mozart- und Wagner-Sängerin. Sie wurde als Cherubino in Le nozze di Figaro besetzt und als Dorabella in Così fan tutte. Weitere Rollen, in denen sie reüssierte, waren die Carmen und die Geneviève in Debussys Pelléas et Mélisande sowie die Clarion im Capriccio von Richard Strauss. Svendén war langjährige Mitwirkende der Bayreuther Festspiele. Von 1983 bis 1998 übernahm sie unterschiedliche Rollen in allen vier Teilen des Ring des Nibelungen – Flosshilde (eine der Rheintöchter), Grimgerde (eine der Walküren), die Erste Norn und schließlich ab 1991 auch Erda, die Seherin und Göttin der Erde. Bei den Festspielen des Jahres 1987 sang sie den Ersten Knappen, eines der Blumenmädchen und das Altsolo im Parsifal. Von 1996 bis 1999 verkörperte sie die Magdalena in den Meistersingern von Nürnberg, es inszenierte Wolfgang Wagner, es dirigierte Daniel Barenboim. Ihre Partner waren Renée Fleming (als Eva), Peter Seiffert (als Stolzing), Endrik Wottrich (als David) und Robert Holl (als Hans Sachs). Andernorts sang sie auch weitere Wagner-Partien – den Adriano im Rienzi, die Mary im Fliegenden Holländer, Fricka und Schwertleite in der Walküre und die Waltraute in der Götterdämmerung. 1985 debütierte sie an der Opéra de Nice im Süden Frankreichs. Von 1988 und 2000 war sie häufiger Gast der Metropolitan Opera (Met) in New York, wo sie neben Wagner-Partien auch im Rigoletto und in der Pique Dame sang. 1990 debütierte sie am Royal Opera House Covent Garden in London als Erda. Weitere Gastspiele führten sie an die Mailänder Scala, die Oper Zürich, nach San Francisco, Chicago, Seattle und Buenos Aires, an die Berliner und die Münchner Staatsoper sowie nach Helsinki. Sie war auch in zahlreichen Konzertsälen zu hören. 1995 wurde sie zur schwedischen Hofsängerin ernannt. Sie erhielt ein Ehrendoktorat der Technischen Universität Luleå, auch ist sie ordentliches Mitglied der Schwedischen Akademie für Musik. Von 2005 bis 2009 war sie Rektorin der Stockholmer Opernakademie, seit Herbst 2009 fungiert sie als künstlerische Leiterin der Königlichen Oper von Stockholm, seit Februar 2010 als deren Generalintendantin. 2012 war sie sommarpratare [Sommersprecherin] auf Sveriges Radio P1.

## Aufnahmen
An der Metropolitan Opera mitgeschnitten wurden ihre Erda-Auftritte in Rheingold und Siegfried sowie 1994 die Mary im Fliegenden Holländer. In allen drei Werken stand James Levine am Pult. Eine CD wurde auch mit den Mitschnitten der Metropolitan Opera Gala 1991 produziert.